# Canton des Trois-Moutiers
Le canton des Trois-Moutiers est un ancien canton français situé dans le département de la Vienne et la région Poitou-Charentes.

## Géographie
Ce canton était organisé autour des Trois-Moutiers dans l'arrondissement de Châtellerault. Son altitude varie de 31 m (Morton) à 124 m (Berrie) pour une altitude moyenne de 83 m.

## Représentation

### Conseillers généraux de 1833 à 2015
| Période | Période          | Identité                  | Étiquette      | Qualité                                                                                     |
| ------- | ---------------- | ------------------------- | -------------- | ------------------------------------------------------------------------------------------- |
| 1833    | 1854 (démission) | Charles Bazille           |                | Juge de paix à Saix puis aux Trois-Moutiers                                                 |
| 1855    | 1861             | Casimir de Sèze           |                | Premier Président de la Cour Impériale de Poitiers                                          |
| 1861    | 1883             | Armand Bonnet             | Bonapartiste   | Président de chambre à la Cour d'appel Propriétaire à Poitiers                              |
| 1883    | 1936 (décès)     | Aristide Gigot            | Droite puis RG | Propriétaire, agriculteur-viticulteur aux Trois-Moutiers                                    |
| 1936    | 1940             | Gaston Hardré (1897-1990) | Rad.ind.       | Maire de Saix                                                                               |
|         |                  |                           |                |                                                                                             |
| 1945    | 1971             | Gaston Hardré             | Rad. puis FGDS | Maire de Saix                                                                               |
| 1971    | 1975 (décès)     | Robert Gourault           | DVD puis Réf.  | Fonctionnaire Maire de Vézières (1967-1975) Député (1974-1975) (suppléant de Pierre Abelin) |
| 1975    | 1998             | Philippe Charpentier      | CNIP           | Agriculteur Maire de Chalais (1977-1995)                                                    |
| 1998    | 2015             | M. Dominique Réant        | DVD            | Cadre Maire-adjoint des Trois-Moutiers Vice-Président du Conseil Général                    |

### Conseillers d'arrondissement (de 1833 à 1940)
Le canton des Trois-Moutiers avait deux conseillers d'arrondissement.
Il appartenait à l'arrondissement de Loudun jusqu'à sa disparition en 1926.
| Période                                  | Période | Identité                    | Étiquette                | Qualité |
| ---------------------------------------- | ------- | --------------------------- | ------------------------ | --- |
| 1833                                     | 1848    | Henri Jean Joly (1793-1854) |                          | Maire de Bournand                                                                                           |
| 1833                                     | 1848    | Henri Joly                  |                          | Propriétaire à Antran                                                                                       |
|                                          |         |                             |                          | |
| av.1880                                  | 1886    | M. Bonneau                  | Conservateur             | Maire de Roiffé                                                                                             |
| av.1880                                  | 1898    | M. Gauthier                 | Conservateur             | Adjoint au maire de Loudun                                                                                  |
| 1886                                     | 1904    | M. Delavau                  | Conservateur             | |
| 1898                                     |         | M. Denet                    |                          | |
| 1904                                     |         | Émile Volland               | Républicain progressiste | Maire de Berrie                                                                                             |
| 1919                                     | 1940    | M. Quintard                 | Radical                  | Médecin |
| 1928                                     | 1940    | Charles Grolleau            | Républicain              | Maire des Trois-Moutiers                                                                                    |
| 1940                                     |         |                             |                          | Les conseils d'arrondissement ont été suspendus par la loi du 12 octobre 1940 et n'ont jamais été réactivés |
| Les données manquantes sont à compléter. |         |                             |                          | |

## Composition
Le canton des Trois-Moutiers regroupait 14 communes et comptait 4 919 habitants (recensement de 2007 populations municipales).
| Nom                            | Code Insee | Codepostal | Superficie (km2) | Population (dernière pop. légale) | Densité (hab./km2) |
| ------------------------------ | ---------- | ---------- | ---------------- | --------------------------------- | ------------------ |
| Les Trois-Moutiers (chef-lieu) | 86274      | 86120      | 35,94            | 1 087 (2012)                      | 30                 |
| Berrie                         | 86022      | 86120      | 16,64            | 263 (2012)                        | 16                 |
| Bournand                       | 86036      | 86120      | 32,42            | 750 (2012)                        | 23                 |
| Curçay-sur-Dive                | 86090      | 86120      | 15,79            | 217 (2012)                        | 14                 |
| Glénouze                       | 86106      | 86200      | 9,65             | 115 (2012)                        | 12                 |
| Morton                         | 86169      | 86120      | 7,99             | 366 (2012)                        | 46                 |
| Pouançay                       | 86196      | 86120      | 5,46             | 240 (2012)                        | 44                 |
| Ranton                         | 86205      | 86200      | 6,07             | 183 (2012)                        | 30                 |
| Raslay                         | 86206      | 86120      | 3,98             | 124 (2012)                        | 31                 |
| Roiffé                         | 86210      | 86120      | 24,30            | 713 (2012)                        | 29                 |
| Saint-Léger-de-Montbrillais    | 86229      | 86120      | 10,40            | 377 (2012)                        | 36                 |
| Saix                           | 86250      | 86120      | 22,55            | 278 (2012)                        | 12                 |
| Ternay                         | 86269      | 86120      | 10,05            | 180 (2012)                        | 18                 |
| Vézières                       | 86287      | 86120      | 26,31            | 360 (2012)                        | 14                 |

## Démographie
| 1962  | 1968  | 1975  | 1982  | 1990  | 1999  | 2006  | 2011  | 2012  |
| ----- | ----- | ----- | ----- | ----- | ----- | ----- | ----- | ----- |
| 6 343 | 5 777 | 4 858 | 4 711 | 4 843 | 4 830 | 4 904 | 5 202 | 5 253 |

## Sources
1. ↑  « Rapports et délibérations / Conseil général de la Vienne » , sur Gallica, 1er août 1854 (consulté le 28 août 2020).
2. ↑  « Ministère de la culture - Base Léonore », sur culture.gouv.fr (consulté le 7 avril 2023).
3. ↑  « Ministère de la culture - Base Léonore », sur culture.gouv.fr (consulté le 7 avril 2023).
4. ↑  « Ministère de la culture - Base Léonore », sur culture.gouv.fr (consulté le 7 avril 2023).
5. ↑  « Le Temps » , sur Gallica, 10 mars 1936 (consulté le 28 août 2020).
6. ↑  Structure de la population du canton de 1968 à l'année de la dernière population légale connue
7. ↑  Fiches Insee - Populations légales du canton pour les années 2006, 2011, 2012